# Maria Kasperek
Maria Kasperek (ur. 1 maja 1934 w Markowej) – polska włókniarka, poseł na Sejm PRL V kadencji.

## Życiorys
Uzyskała wykształcenie średnie, z zawodu włókniarka. Pracowała jako nastawiacz maszyn przędzalniczych w Zakładach Przemysłu Wełnianego im. Tomasza Rychlińskiego w Bielsku-Białej. Była radną Wojewódzkiej Rady Narodowej w Katowicach. W 1971 objęła mandat posła z ramienia Polskiej Zjednoczonej Partii Robotniczej, zastępując zmarłego Franciszka Waniołkę w okręgu Bielsko-Biała. Zasiadała w Komisji Przemysłu Lekkiego.

## Odznaczenia
- Brązowy Krzyż Zasługi